# Perger Friedhöfe

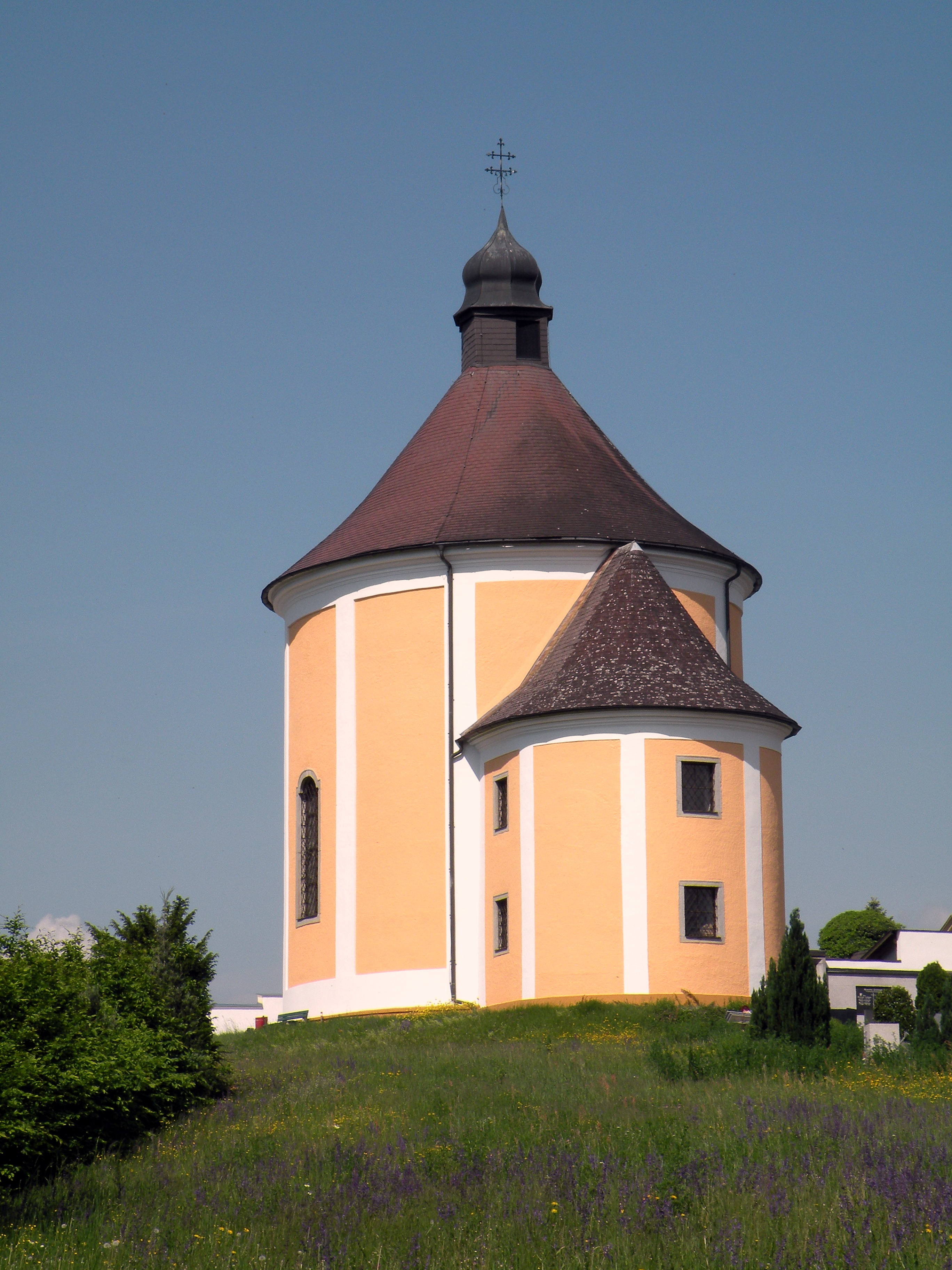
Perger Kalvarienbergkirche. Sie steht inmitten des Friedhofsgeländes

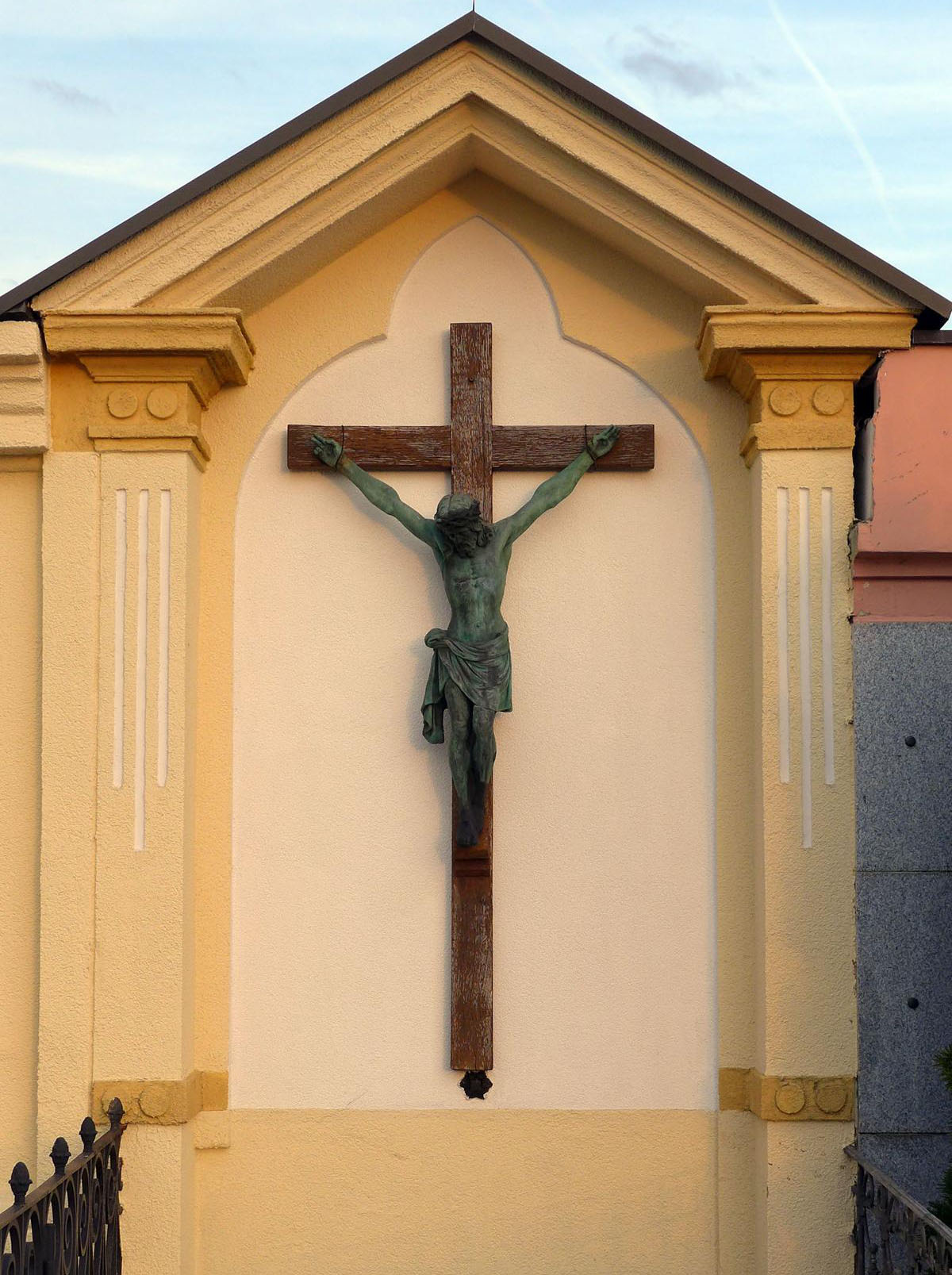
Kruzifix an der Friedhofsmauer

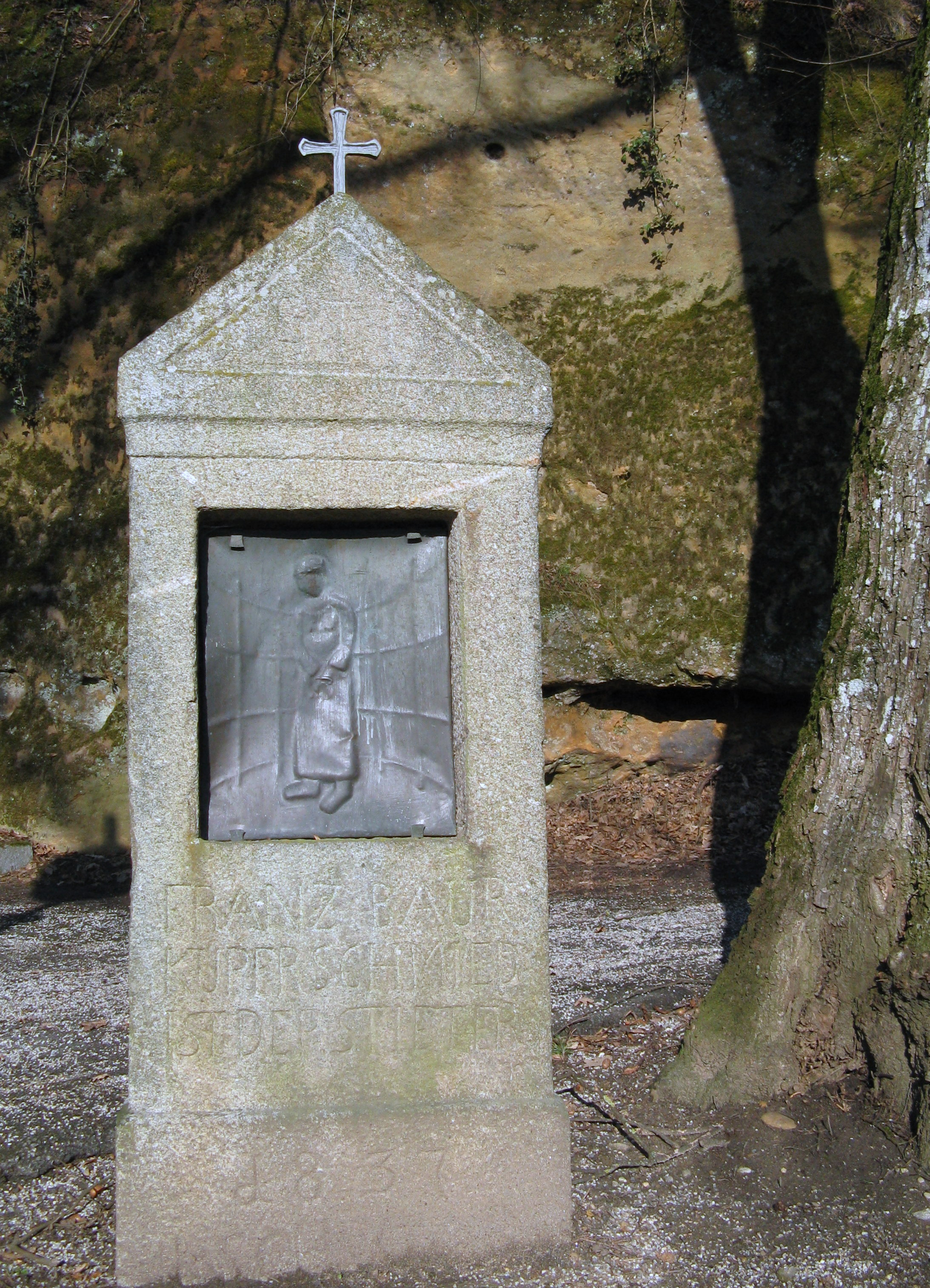
Kreuzwegstation I. 1837 gestiftet vom Kupferschmied Franz Paur

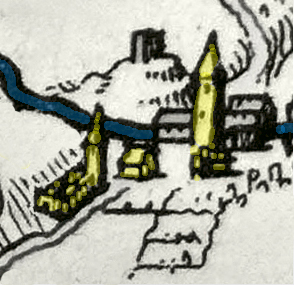
Perg ~1654. Sebastianikapelle, Bürgerspital und Jakobskapelle (gelb v. l. n. r.). Häuser von Perg. Oben am Berg vermutlich das desolate Gehöft Richterhof (grau).

Der heutige Perger Friedhof befindet sich auf dem Perger Kalvarienberg auf einer Seehöhe von ungefähr 290 m ü. A.. Die dortige Kalvarienbergkirche ist ein weithin sichtbares Wahrzeichen von Perg. Im älteren Friedhofsteil im Westen besteht ein Abteil für sowjetische Soldatengräber. Im neueren Friedhofsteil im Osten besteht seit 2007 ein Abteil für Urnengräber.
Der Friedhof der benachbarten Ortschaft Pergkirchen befindet sich unmittelbar neben der Pfarrkirche von Pergkirchen.

## Ältester oderErsterFriedhof
Die erste Begräbnisstätte der Perger war rund um die frühere Perger Jakobskapelle am Blaz (Hauptplatz) situiert. Das entspricht am heutigen Perger Hauptplatz dem Bereich, der den Chor (Altarraum) der Pfarrkirche umgibt. Diese Begräbnisstätte wurde bald zu klein und um 1518 aufgelassen. Die freiwerdenden Flächen gaben die Basis für den heute relativ großen Perger Hauptplatz.

## Zweiter oderAlterFriedhof

### Friedhof
1518 verlegte man die Begräbnisstätte in die Spitalsgasse (heute Linzerstraße). Dieser Friedhof wurde 1522 eingeweiht, er blieb bestehen bis 1892. Lage. Ausmaße ~ 45 m × 45 m. Er war umgeben von einer Friedhofsmauer. Der Granitsteinbogen beim Eingang trug die Jahreszahl 1518. Heutzutage kennzeichnet das Friedhofsgelände der Parkplatz vor dem Bankgebäude (moderne Adresse Linzerstraße Nr. 14) und die anschließende Grünfläche mit dem Kriegerdenkmal vor der Hauptschule (moderne Adresse Linzerstraße Nr. 18). Der Alte Friedhof blieb bis 1892 dort.
1892 erfolgte die Verlegung der Begräbnisstätte auf den Kalvarienberg. Kurz vorher Verstorbene wurden exhumiert und ebenso verlegt. Der Alte Friedhof wurde noch bis 1927 als Gärtnerei benützt. Im Jahr 1928 anlässlich der Errichtung der Perger Hauptschule entfernte man alle Friedhofsspuren wie:
- Die erst 1862 erbauten Leichenhalle (Totenkammer) samt der Wärterwohnung. Diese Wärterwohnung war nach 1892 noch als Wanderherberge in Verwendung gewesen.
- Die Friedhofsmauer samt dem Eingangsbogen mit Jahreszahl 1518 und das Übrige. Doch noch 1932 tauchten bei Maurerarbeiten Grabtafeln auf. Darunter die Grabtafel von Hanns Chistoph Perger von Klam, gestorben 11. Oktober 1597 mit 1 1⁄4 Jahren. Inschrift: Alles Fleisch ist hew [Heu] und all seine güte ist wie ein bluem auff den felde den das hew verdorret die Bluem verwelckhet den des Herrn geist bleset drein [Bibel Jes 40.6].[2]

### Sebastianikapelle
Westlich im Anschluss an den Alten Friedhof stand die Perger Sebastianikapelle. Die von der Bruderschaft des heiligen Sebastian und Dionysius (gegründet 1513) errichtete Sebastianikapelle verfügte über drei Altäre: Hochaltar zu Ehren des heiligen Märtyrers Sebastian, des heiligen Märtyrers Dionys und des heiligen Bekenners Rochus. Nördlicher Seitenaltar zu Ehren der Jungfrau Maria. Südlicher Seitenaltar zu Ehren der heiligen Anna und des heiligen Michael. Einweihung war 1522. 1780 war die Sebastianikapelle aber baufällig und nicht mehr benützbar geworden. Noch vorhandene Grundmauern der Kapelle wurden 1859 entfernt.

### Bürgerspital
Östlich im Anschluss an den Alten Friedhof stand damals das Bürgerspital, auch Siechenhaus oder Armenspital genannt. Lage. Ausmaße ~ 15 m × 18 m. Es gab der Spitalsgassen den Namen (heute Linzerstraße genannt).
Aus einer Bürgerspitalstiftung vom Jahr 1554, weiteren Zuwendungen, Erbschaften und Mitteln des Marktes Perg war zunächst an der heutigen Adresse Linzerstraße Nr. 1 und später Linzerstraße Nr. 14 ein ehemaliges Bürgerhaus zu einem sogenannten Spital adaptiert worden. Es diente zum Unterhalt armer, alter Bürger des Marktes, die sich nicht mehr selbständig erhalten konnten. Verarmte Gemeindeangehörige, die wohl nach Perg zuständig aber nicht Bürger des Marktes waren, wurden nicht aufgenommen. Für diese war 1887 ein weiteres Haus adaptiert worden, das sogenannte Armenhaus (heute Privathaus Linzerstraße Nr. 28).
Ursprünglich war das Bürgerspital für zehn Personen, genannt Pfründer, eingerichtet. 1933 und wahrscheinlich ebenso zum Zeitpunkt der Auflösung der Stiftung 1957 hatte es 16 Zimmer, zwei Küchen und eine Totenkammer. Weiters gehörten 21 Joch (12 ha) Äcker, 8 Joch (4,6 ha) Wiesen, 1,5 Joch (0,8 ha) Wald und 0,25 Joch (0,14 ha) Gärten dazu.
Die Verwaltung des Bürgerspitals, die Aufnahme der Pfründer und die Auszahlung der Unterstützungen oblag der Kommune Perg, die dazu einen Spitalsverwalter ernannte. Bei ansteckenden Krankheiten wurde das Spital als Isolierhaus benützt. Einst soll der Pfarrhof im Bürgerspitalsgebäude gewesen sein. 1938 wurden alle Stiftungen aufgelöst, dadurch kam die Bürgerspitalstiftung an den Markt Perg.
Während des Weltkriegs 1939–1945 war im Bürgerspital eine neu angelegte Sammlung für ein zukünftiges Perger Heimathaus untergebracht, um deren Ausbau sich Gustav Brachmann bemüht hatte. Durch Plünderungen im Jahr 1945 ging der größte Teil der Sammlung verloren. Der übriggebliebene kleine Rest kam in das Heimathaus Freistadt.
Nach 1945 wurde die Stiftung wieder errichtet und dem Markt Perg das Verfügungsrecht übertragen. 1957 wurde die Bürgerspitalstiftung endgültig aufgelöst und der ansehnliche Besitz fiel dem Markt Perg zu. Das unzeitgemäß gewordene und eher leerstehende Bürgerspital wurde 1968 abgerissen. Heutzutage steht dort das Bankgebäude Linzerstraße Nr. 14.

## Dritter oderNeuerFriedhof
Josef Hauser, Pfarrer von Perg von 1890 bis 1900, hatte nach fast vier Jahrhunderten und fünfzigjähriger Vorbereitung neuerlich die Friedhofsfrage zu lösen. Er setzte sich gegen die Absichten der Marktgemeinde Perg, die statt eines Pfarrfriedhofes einen Gemeindefriedhof errichten wollte, durch. Er erwarb für den künftigen Friedhof die Grundstücke und verlegte 1892 den Pfarrfriedhof auf den Kalvarienberg. Weithin sichtbar stand dort bereits die in den Jahren 1734 bis 1754 von der Marktkommune Perg errichtete Kalvarienbergkirche.  Die Anhöhe wurde schon lange als Platz des künftigen Friedhofs betrachtet.
Josef Hauser ließ mit Unterstützung der Marktgemeinde Perg die Friedhofstraße erbauen und eine Lindenallee pflanzen. Den Weg säumen die 13 Kreuzwegstationen aus Granit, die 1837 von Franz Paur, Kupferschmied, Bürger des Marktes Perg und Großvater des späteren Perger Bürgermeisters Johann Paur, gestiftet wurden.
In den Jahren ab 1944 bis 1955 wurden viele Ortsfremde (Kriegsflüchtlinge sowie Soldaten) auf dem Perger Friedhof beigesetzt, sodass dieser vorzeitig überbelegt war. Im Friedhofsteil im Westen entstand ein Abteil für sowjetische Soldatengräber. In diesem Soldatenfriedhof sind 31 Sowjetsoldaten, darunter mindestens 9 KZ-Häftlinge (Sowjetsoldaten) aus dem KZ Ebensee begraben. Er wird betreut vom Österreichischen Schwarzen Kreuz.
Karl Mayr, Pfarrer von Perg von 1929 bis 1958, hatte vorgesorgt und ein weiteres ~130 m langes Grundstück auf dem Kalvarienberg erworben, das 1959 von Franz Auzinger, Pfarrer von Perg von 1958 bis 2001, als weiterer Teil des Perger Friedhofes auf dem Kalvarienberg eingeweiht wurde. Im neuen Friedhofsteil im Osten besteht seit 2007 ein Abteil für Urnengräber.

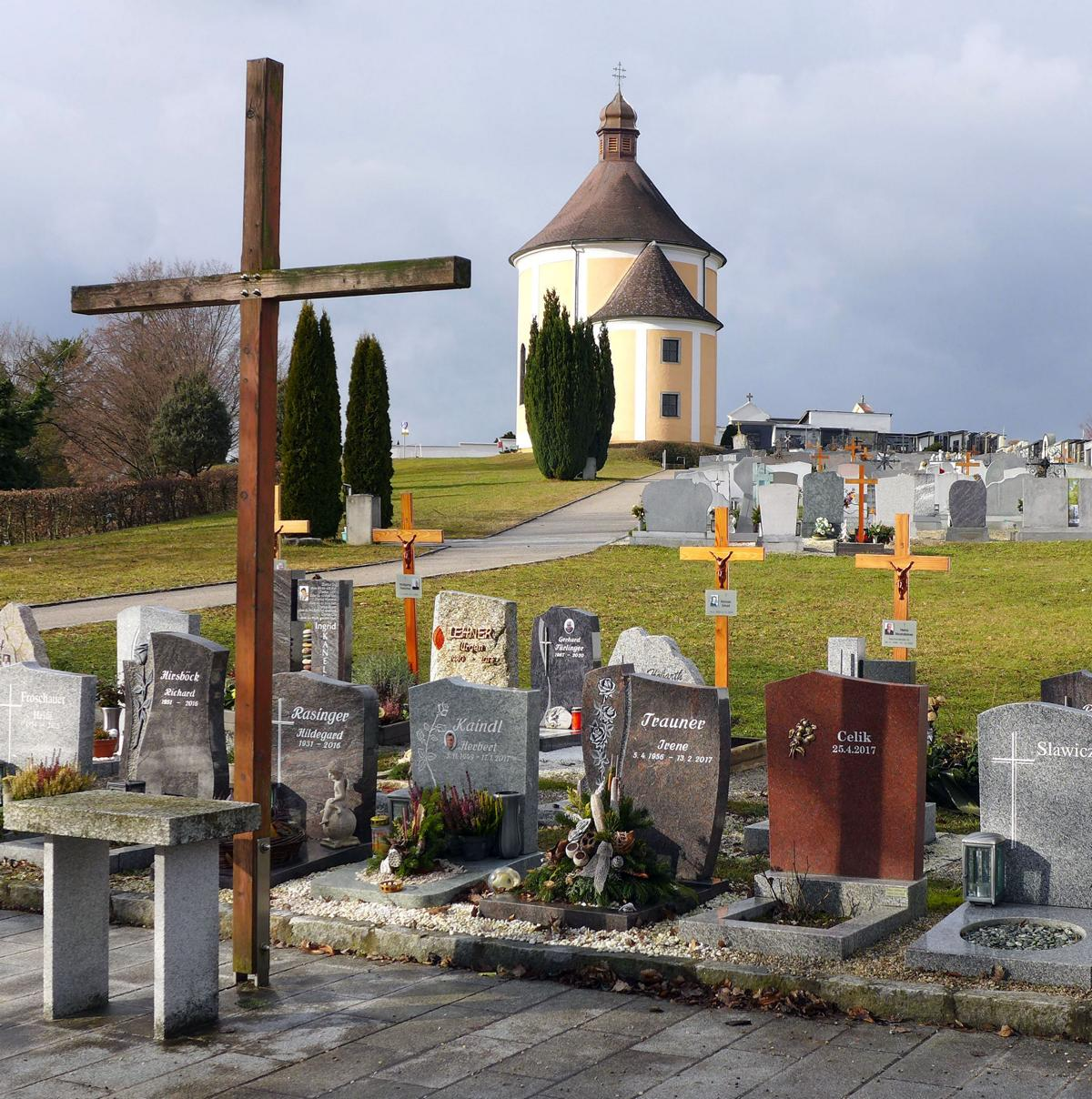
Urnenfriedhof und Kalvarienbergkirche 2022
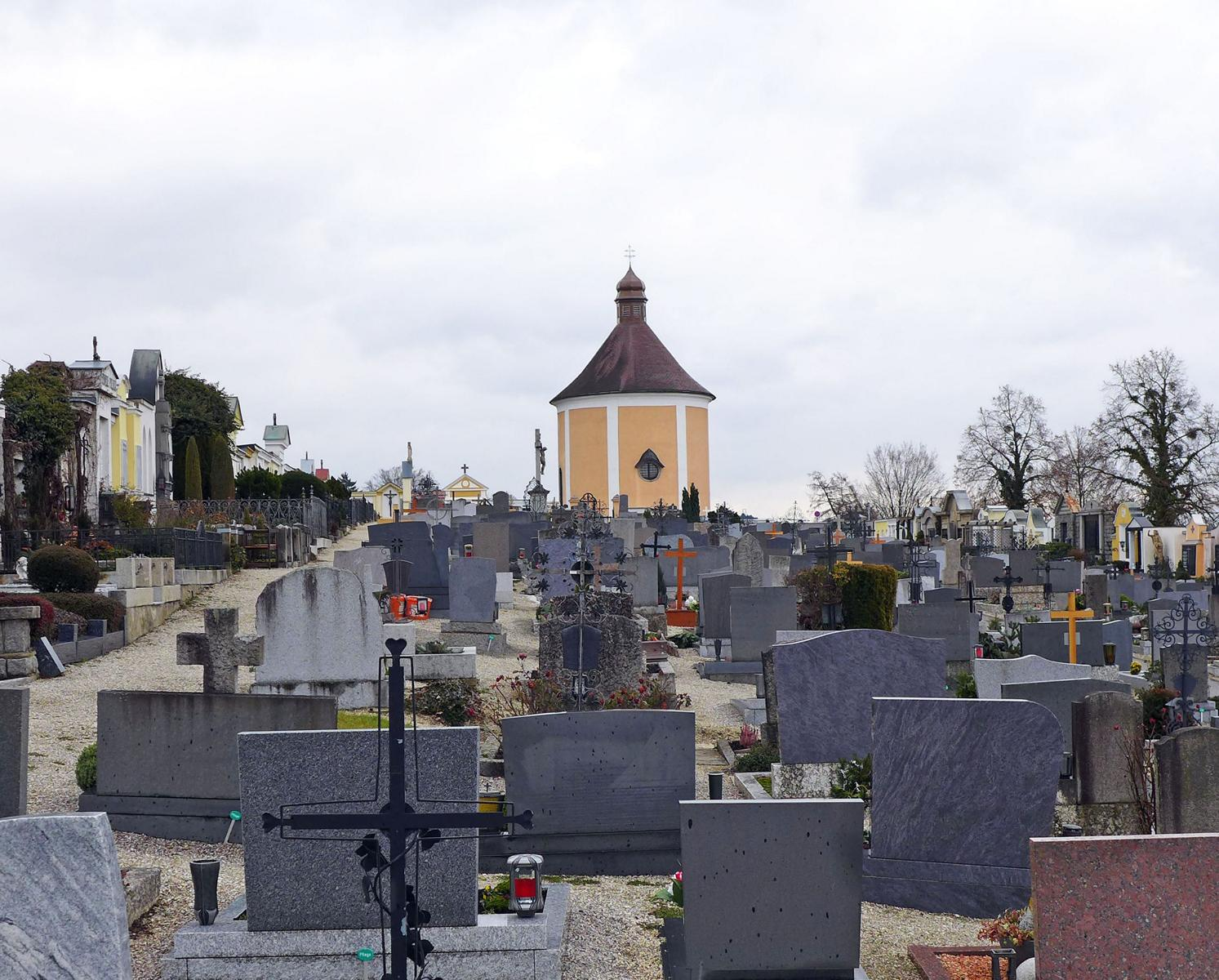
Friedhof im Westen und Kalvarienbergkirche 2022
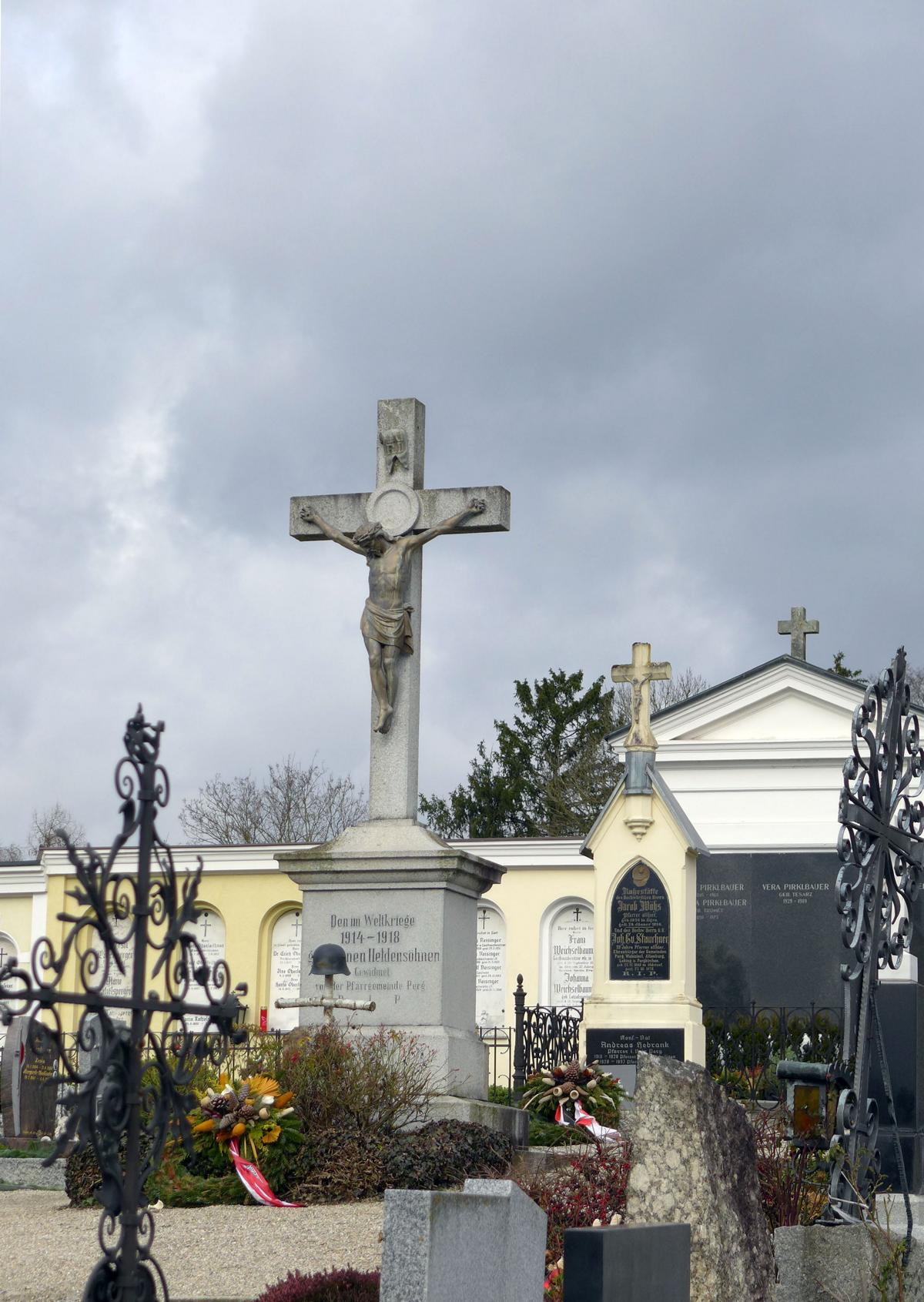
Friedhofskreuz 2022
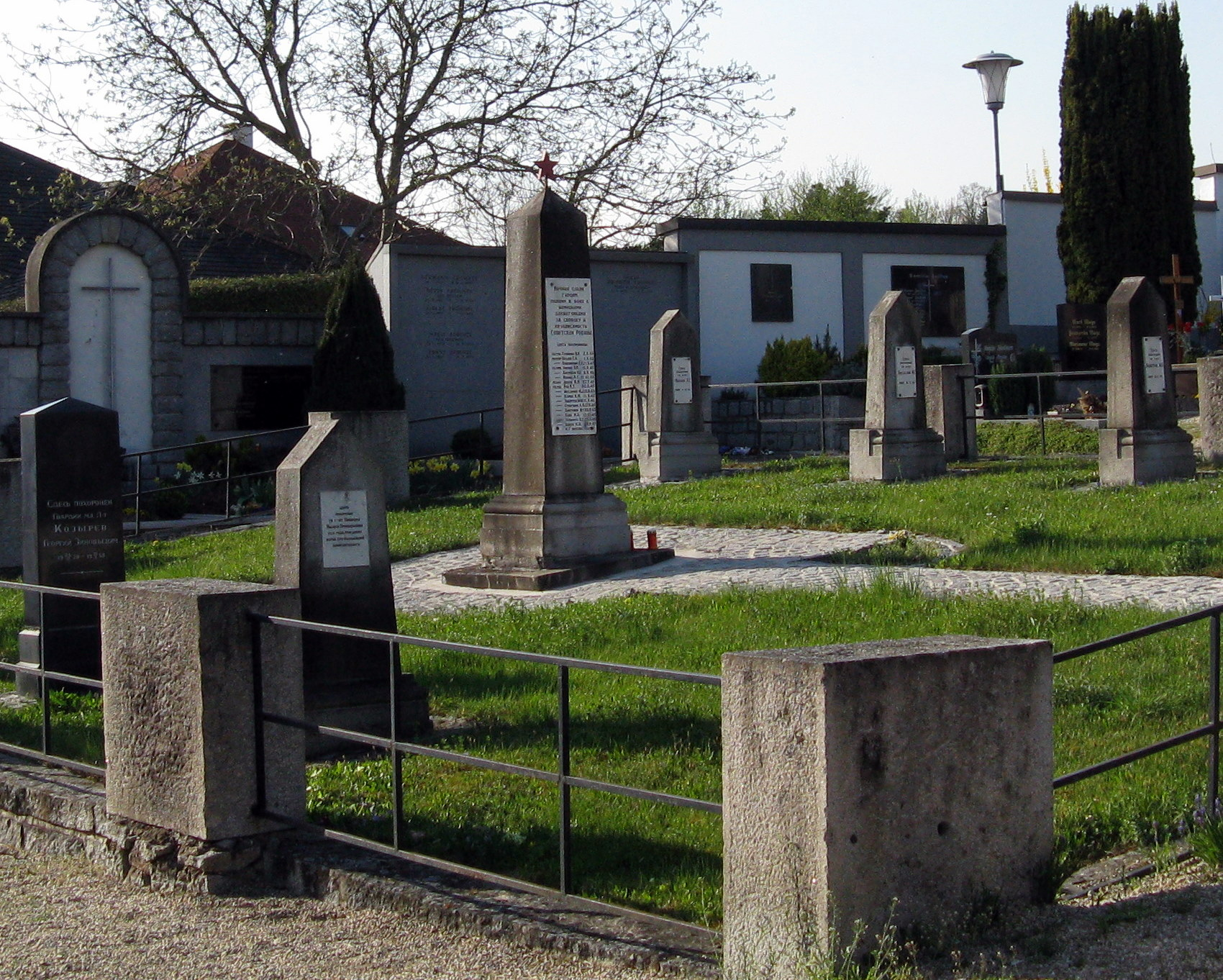
Soldatenfriedhof im Westen
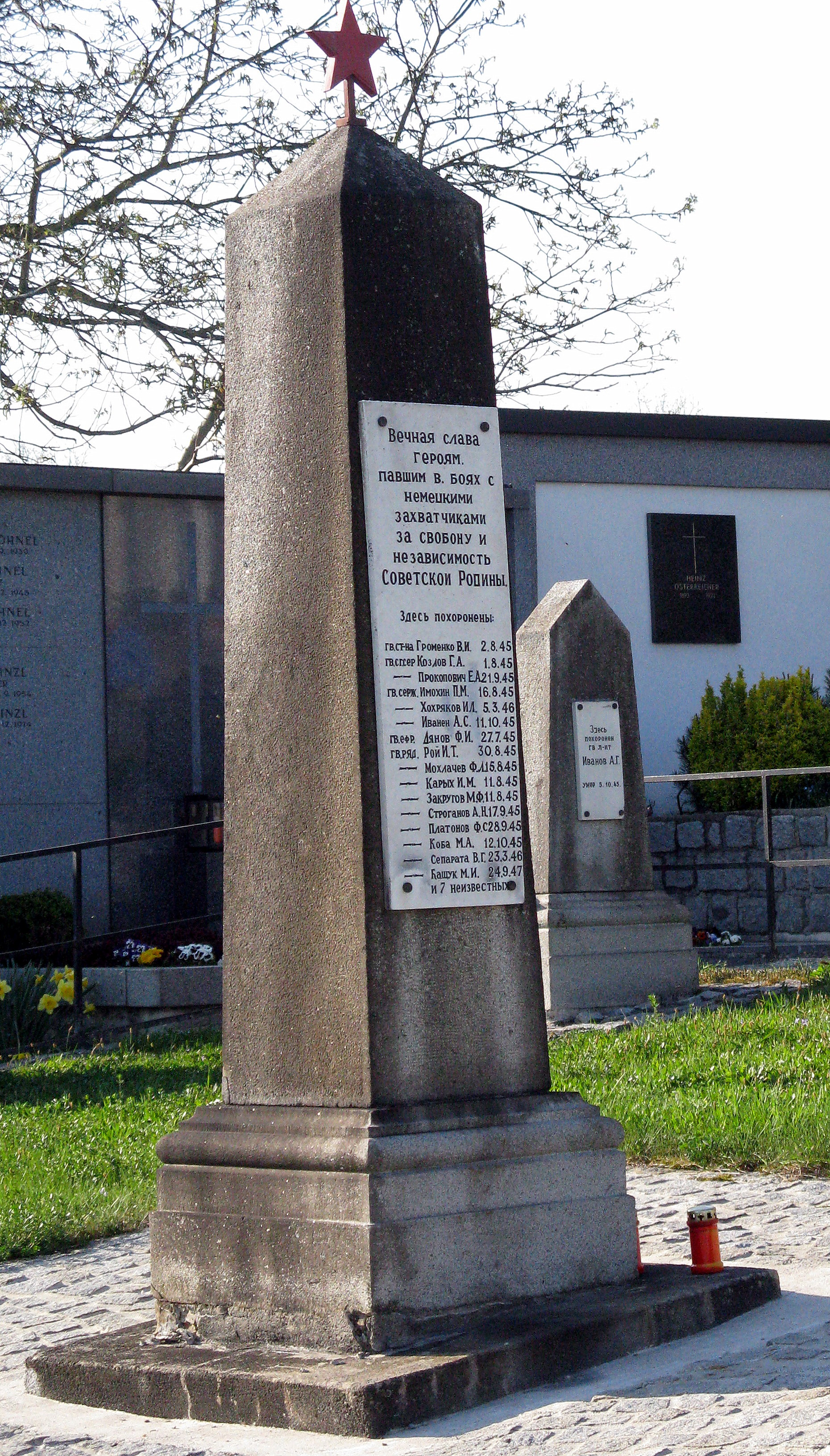
Gedenkstein der Sowjetsoldaten